# 台灣國際運動及健身展
台灣國際運動及健身展（英文：Sports & Fitness Taiwan）是中華民國對外貿易發展協會所主辦，以推展台灣體育用品外銷市場所進行的展覽，第一屆是在1974年5月12日於台北圓山大飯店金龍廳進行，當時稱之「台灣體育用品外銷展覽會」（即「台灣體育用品展售會」）。
此項展覽一度歷經多次的展館搬遷，首屆於圓山飯店金龍廳之後，先是信義路營邊段（現中正紀念堂）上的外貿協會交易館，再來是松山機場的外貿協會展覽館，直到第十三屆（1986年），貿協旗下的台北世界貿易中心展覽大樓落成並啟用後，該展覽被正名為「台北國際體育用品展覽會」（英文：Taipei International Sporting Goods Show）；其後直到2023年，因應自媒體與運動健身市場的興盛，以及接軌教育部體育署「運動i臺灣」政策的風氣，東道主將展覽升格為現今的「台灣國際運動及健身展」，並移師南港二館與改制展覽內容後，放寬參觀者進場限制，開放一般民眾於指定日程購票入場觀展。

## 展覽分歧之始末

### 國產體育用品展
最早在1974年4月5日─4月14日，台北市體育用品公會就自行舉辦了國產體育用品展。但在此之前，曾因為該展覽之名稱冠上「中華民國」字樣，被經濟部來函要求公會更改，因此在當時的國產體育用品展中，就以「第一屆台北市體育用品展覽會」作為正式名稱。
而這項國產體育用品展，就在台北市公賣局體育館（南昌路上）展出，當時有42家廠商，60個單位參展，並且，公會也舉辦了「泳裝小姐選美賽」，而此項展會之負責人，正是第一任台北市體育用品公會理事長胡益蘭。

### 內銷展覽，引發代表性問題
在1974年貿協與台北市體育用品公會在五月之間首度辦理外銷展示會後，台北市體育用品公會後來又在同年9月6日─9月12日於台北省立護專自行辦理「全國體育用品展覽會」，來選定優良廠商參展，並進行採購。雖然該展覽並非貿協舉辦，而是公會舉辦，並由台北市教育局指導，但是這項展覽和貿協辦理的差異在於，此項公會自辦之展覽是內銷展覽，而之前五月辦理的展覽是外銷展覽，因此多少會有代表性之問題。

### 貿協推展外銷市場
在1976年9月，貿協看到第二大體育用品交易市場日本的潛力，決定在東京辦理「台灣體育用品展示交易會」，是體育用品展覽推展外銷市場的開始。

### 建國紀念體育用品展
台北市體育用品商業同業公會為了慶祝建國七十週年，首次於1981年在松山機場的外貿協會展覽館舉辦「建國七十週年體育用品展」，是第三個由台北市體育用品公會自行舉辦的複合式展覽（內銷與外銷混合），而在其後，此項展覽更名為「優良體育用品展」，即「台北市優良體育用品展」。

## 相關活動

### 台灣體育用品風雲獎（TSMA Award）
此項活動是自第三十屆（2003年）台北國際體育用品展覽會起開始辦理，由臺灣區體育用品工業同業公會舉辦之優良體育用品選拔活動，是因為主辦之公會為了要鼓勵體育用品相關公協會的旗下廠商研發優質產品，並將其推展至外銷市場，提高國際競爭優勢，選拔的產品，依照主辦之公會服務的體育用品八大產業，涵蓋了以下類別：
| - 球拍 - 高爾夫球具 - 室內戶外健身器材 - 野外運動用品類 | - 球類及球網 - 水上用品類 - 冬季及溜冰鞋製品 - 室內戶外運動用品器材 |

而自2006年起，評審部分有一些調整，TSMA貿易推廣委員會負責統籌與篩選，CHC自行車暨健康科技中心首度成為評審委員。
也因為目前體育用品也依照用途與廣泛性，分為家庭（Home）級、小型俱樂部（Light Club）級、大型俱樂部（Club）級，因此擔任評審委員的CHC就建議臺灣體育用品公會，未來在評審產品時，要依照創新性、可行性、實用性和市場性等產品的特性分析，再進行功能面、製造面、消費面和行銷面的評估，才能選出品質與功能較為優勢的體育用品。

#### 歷年得獎廠商與產品
| 產品類型         | 得獎廠商                 | 得獎作品                                            |
| 2003年           | 2003年                   | 2003年                                              |
| ---------------- | ------------------------ | --------------------------------------------------- |
| 冬季運動用品     | 複成企業股份有限公司     | - FIS系列玻璃纖維滑雪板 - AS2588雪鞋固定器          |
| 溜冰鞋           | 民暘股份有限公司         | 可調式直排輪鞋 Pro Elite                            |
| 水上運動用品     | 七聖企業有限公司         | 泳鏡系列產品（SB-902、SB-K3、SB-907）               |
| 球類運動用品     | 海王星興業股份有限公司   | 箱式籃球練習架                                      |
| 野外休閒運動用品 | 寶熊漁具股份有限公司     | - TG-20S雙軸式捲線器 - 毛鉤擬餌捲線器               |
| 運動附屬裝備     | 亦展運動用品有限公司     | Good Hand多功能運動用手套                           |
| 健身器材         | 期美科技股份有限公司     | MAG-7101S磁控無氧閾值健身車                         |
| 健身器材         | 喬山健康科技股份有限公司 | - MX-T5俱樂部級電動跑步機 - MX-E5俱樂部級橢圓運動機 |
| 健身器材         | 眾成工業股份有限公司     | 電動跑步機                                          |
| 健身器材         | 基赫實業有限公司         | GB9000雙功能橢圓機                                  |
| 附屬產品         | 台灣好家庭實業有限公司   | 五合一複合式推拿椅                                  |
| 2004年           |                          |                                                     |
| 冬季運動用品     | 複成企業股份有限公司     | 玻璃纖維滑雪板                                      |
| 野外休閒運動用品 | 能昌實業股份有限公司     | 三十秒快速帳蓬                                      |
| 健身器材         | 期美科技股份有限公司     | True-400HRC電動跑步機                               |
| 健身器材         | 喬山健康科技股份有限公司 | NewJet 6000俱樂部級電動跑步機                       |
| 高爾夫球用具     | 森湖實業股份有限公司     | XTreme高爾夫球桿                                    |
| 2005年           |                          |                                                     |
| 水上運動用品     | 七聖企業有限公司         | 泳鏡系列產品（RS-922ST、RS-101ST）                  |
| 健身器材         | 期美科技股份有限公司     | MAG-5200 磁控無氧斜躺健身車                         |

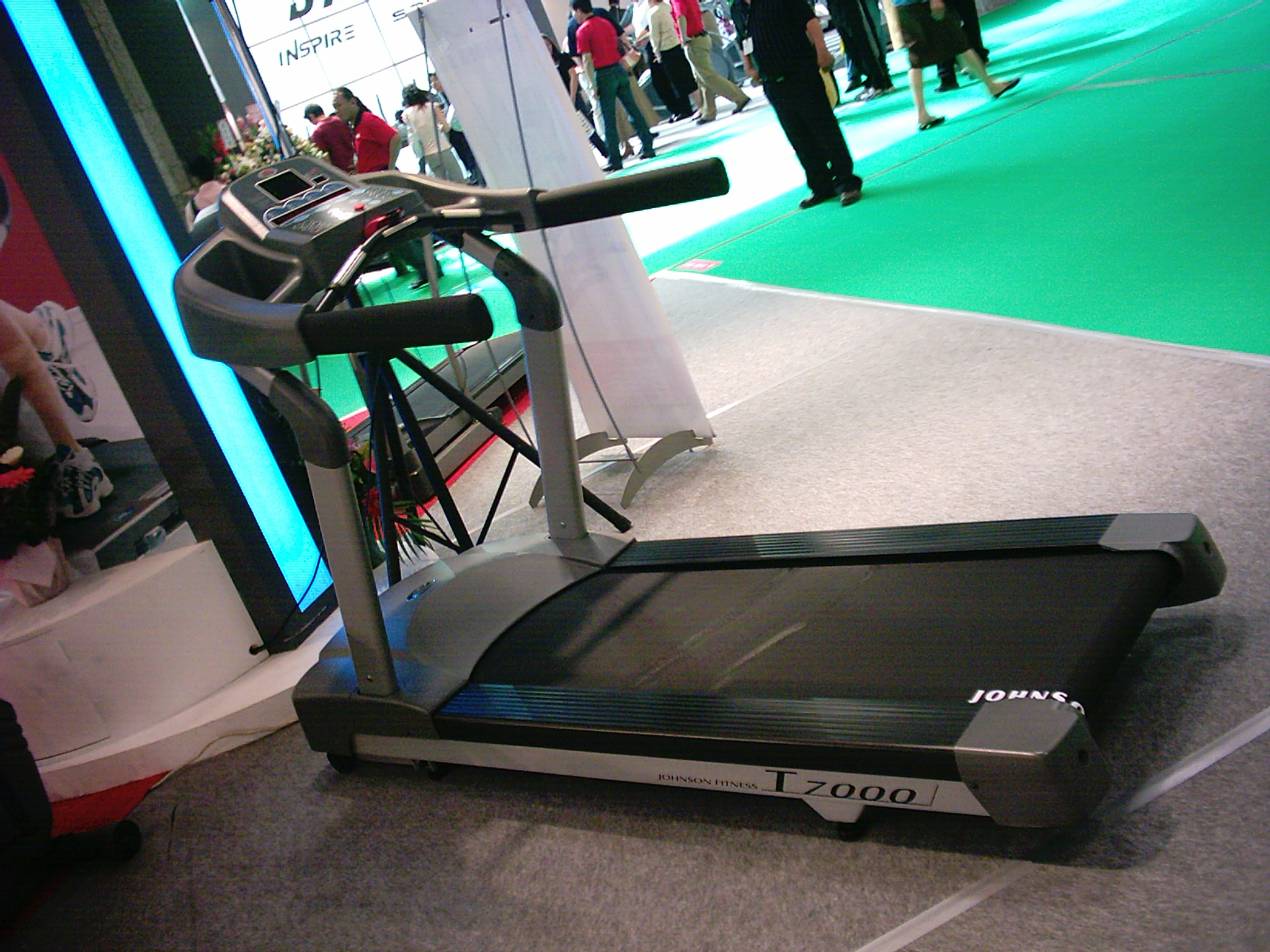
喬山科技股份有限公司是台灣體育用品的優良廠商之一，幾乎是年年獲獎，本圖是2006年剛獲獎之T7000跑步機。

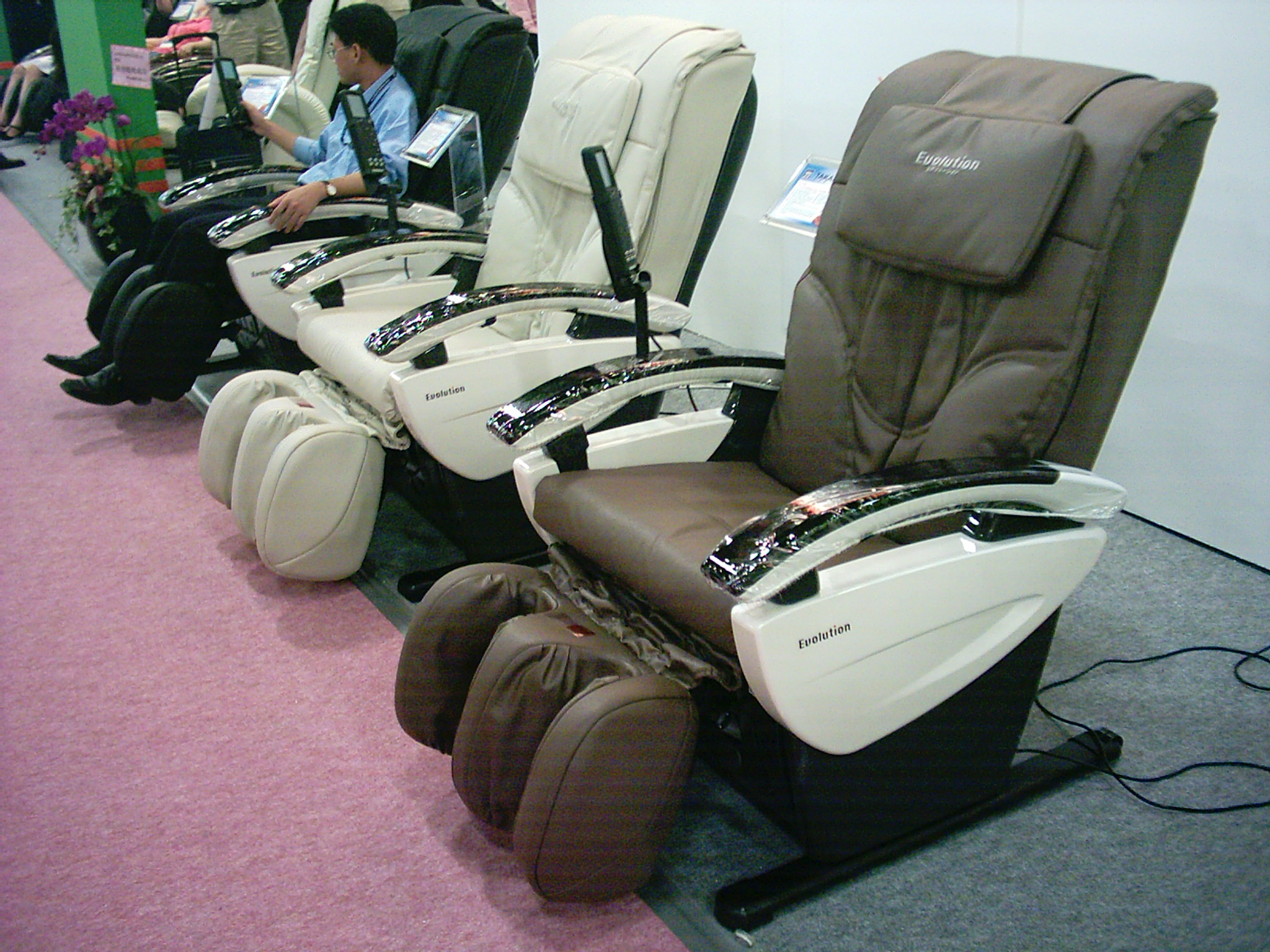
台灣好家庭實業有限公司的健康按摩椅，一直是國外買主採購之焦點，旗下產品也分別在2003年與2006年的TSMA Award中獲獎。

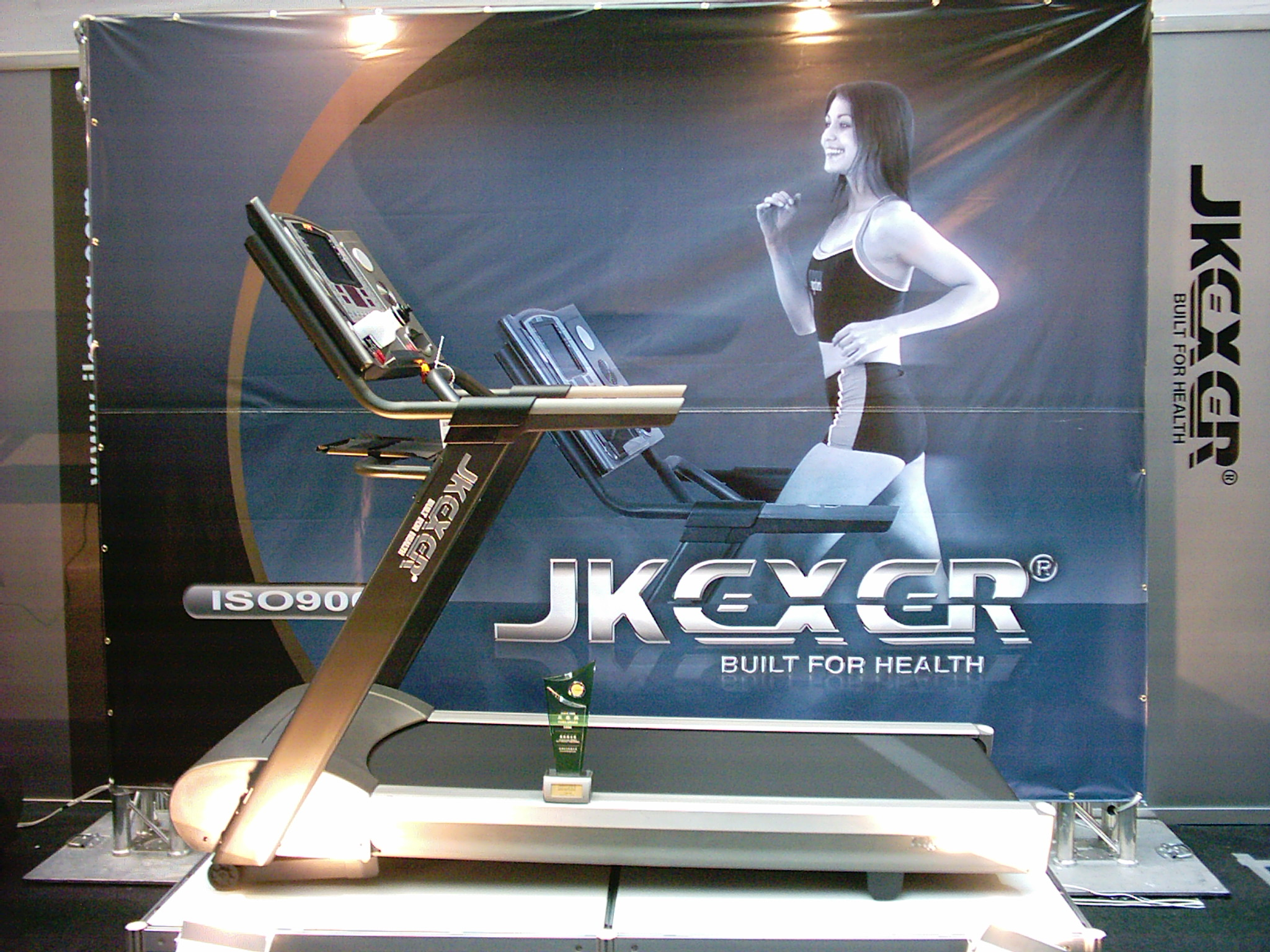
鉅高股份有限公司的9860A電動跑步機，在2006年TSMA Award中獲獎。

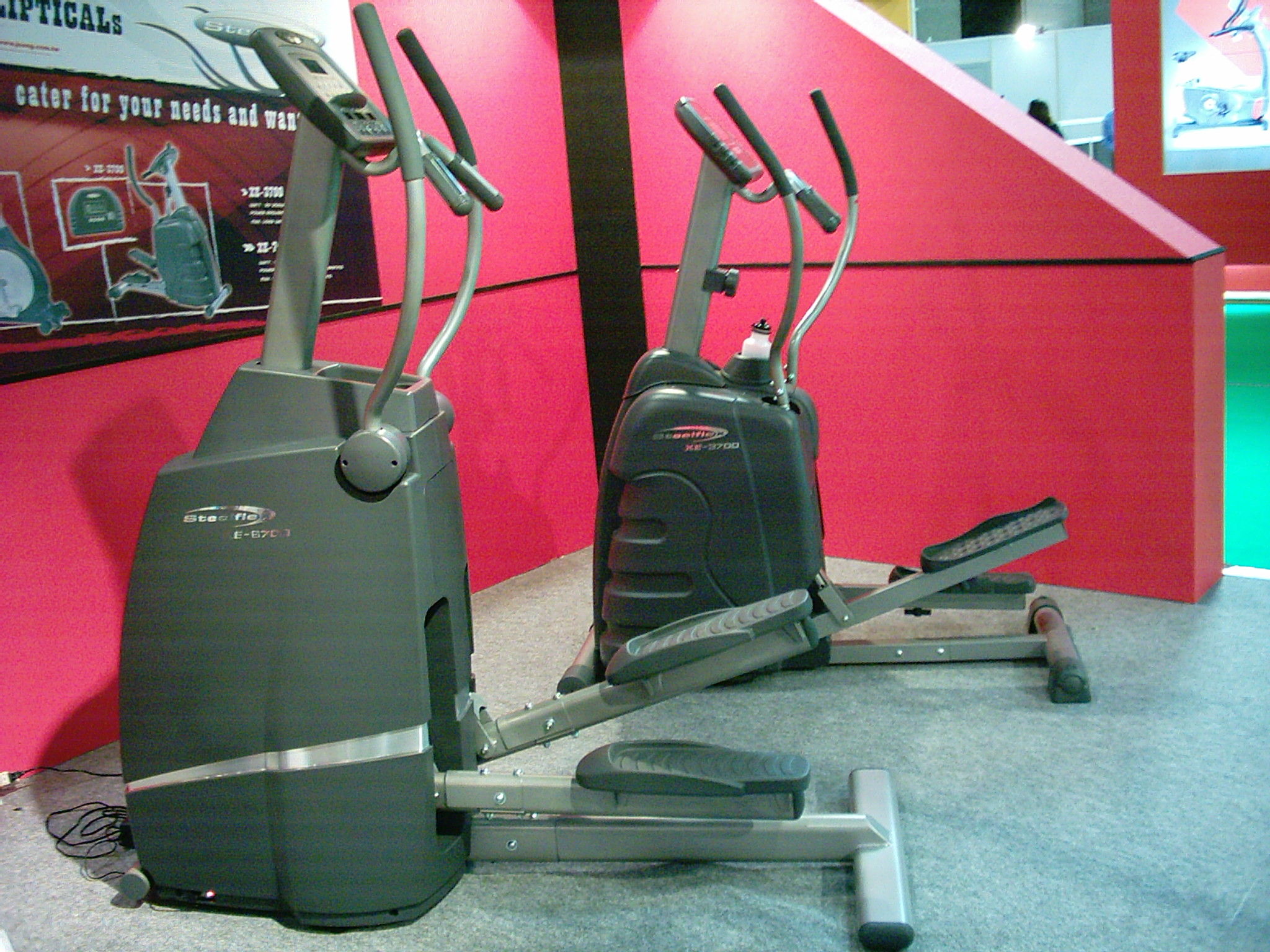
眾成工業股份有限公司也是台灣體育用品風雲獎的常勝軍，圖中的健身橢圓機是XE6700（前）與XE3700（後）。

| 健身器材         | 眾成工業股份有限公司     | - 電動跑步機 Steelflex XT 7600 - 橢圓機 Fitnex E70  |
| 羽球用具         | 明興皮革股份有限公司     | 羽球拍握把帶                                        |
| 2006年           |                          |                                                     |
| 桌球相關用品     | 德洲科技有限公司         | SMARTPONG電腦全自動桌球發球機                       |
| 休閒娛樂用品     | 瀚歆國際開發股份有限公司 | 空氣球檯 Air Hockey                                 |
| 水上運動用品     | 七聖企業有限公司         | 導音水母游泳耳塞                                    |
| 健身器材         | 信隆車料工業股份有限公司 | 划船阻拉伸展機                                      |
| 健身器材         | 喬山健康科技股份有限公司 | Johnson T7000電動跑步機                             |
| 健身器材         | 鉅高股份有限公司         | 9860A電動跑步機                                     |
| 健身器材         | 眾成工業股份有限公司     | 橢圓機 XE-6700                                      |
| 附屬產品         | 台灣好家庭實業有限公司   | 高島A668 evo氣壓保健椅                              |

### 創新產品甄選（TaiSPO Awards of Excellence）
此項活動是自第三十二屆（2005年）台北國際體育用品展覽會起，由貿協展覽處主辦之活動。同樣是鼓勵廠商研發優質新產品，並協助買主採購優質的體育用品，但和「台灣體育用品風雲獎」的差異在於，此項徵選活動的報名資格，不限於參展之廠商，與各相關公會與協會旗下之廠商，而獲選之廠商，可以優先獲得在「展前快訊」與「展覽快訊」之曝光優勢。

#### 歷年得獎作品

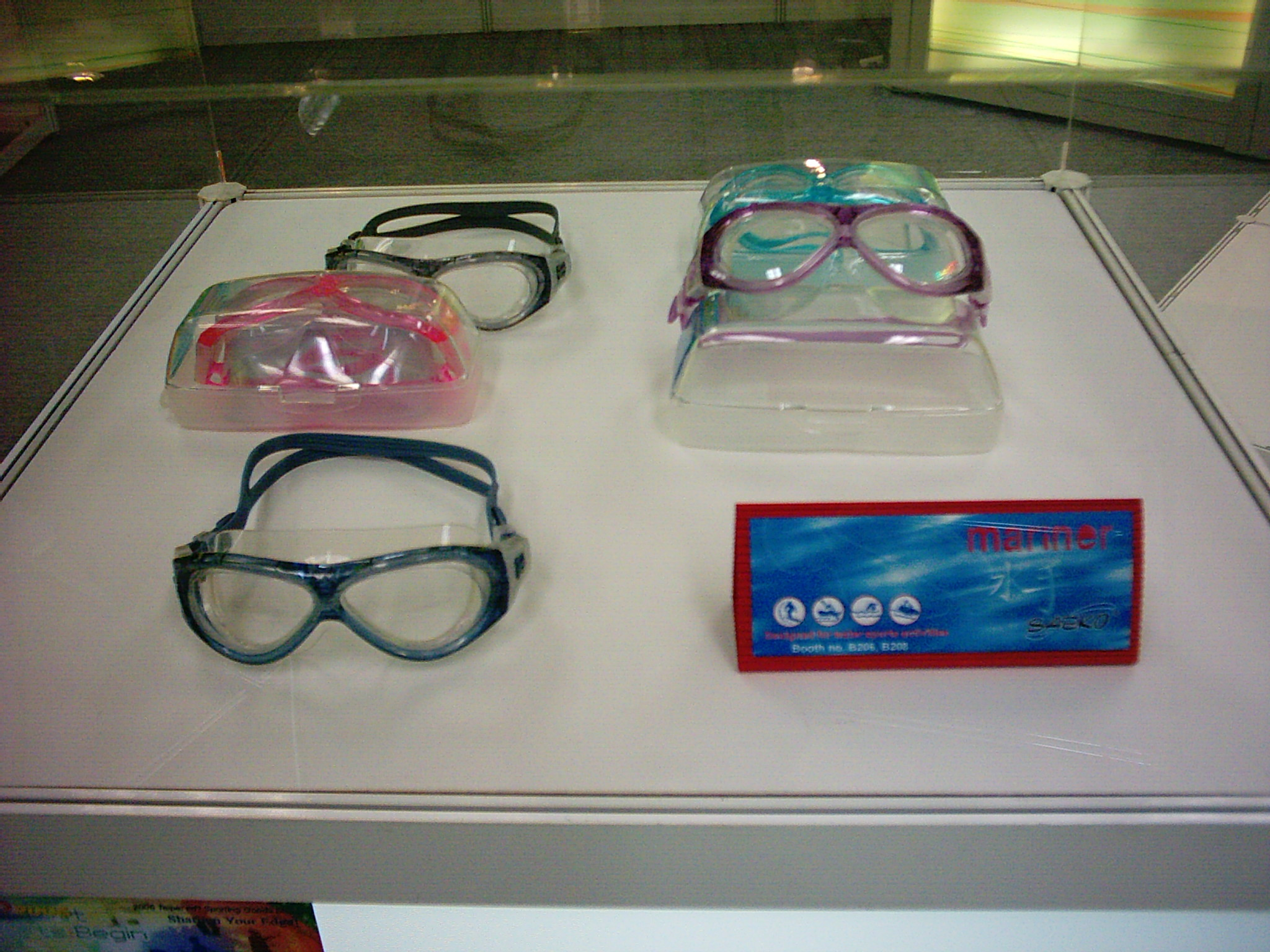
優瀚企業的潛水面鏡。

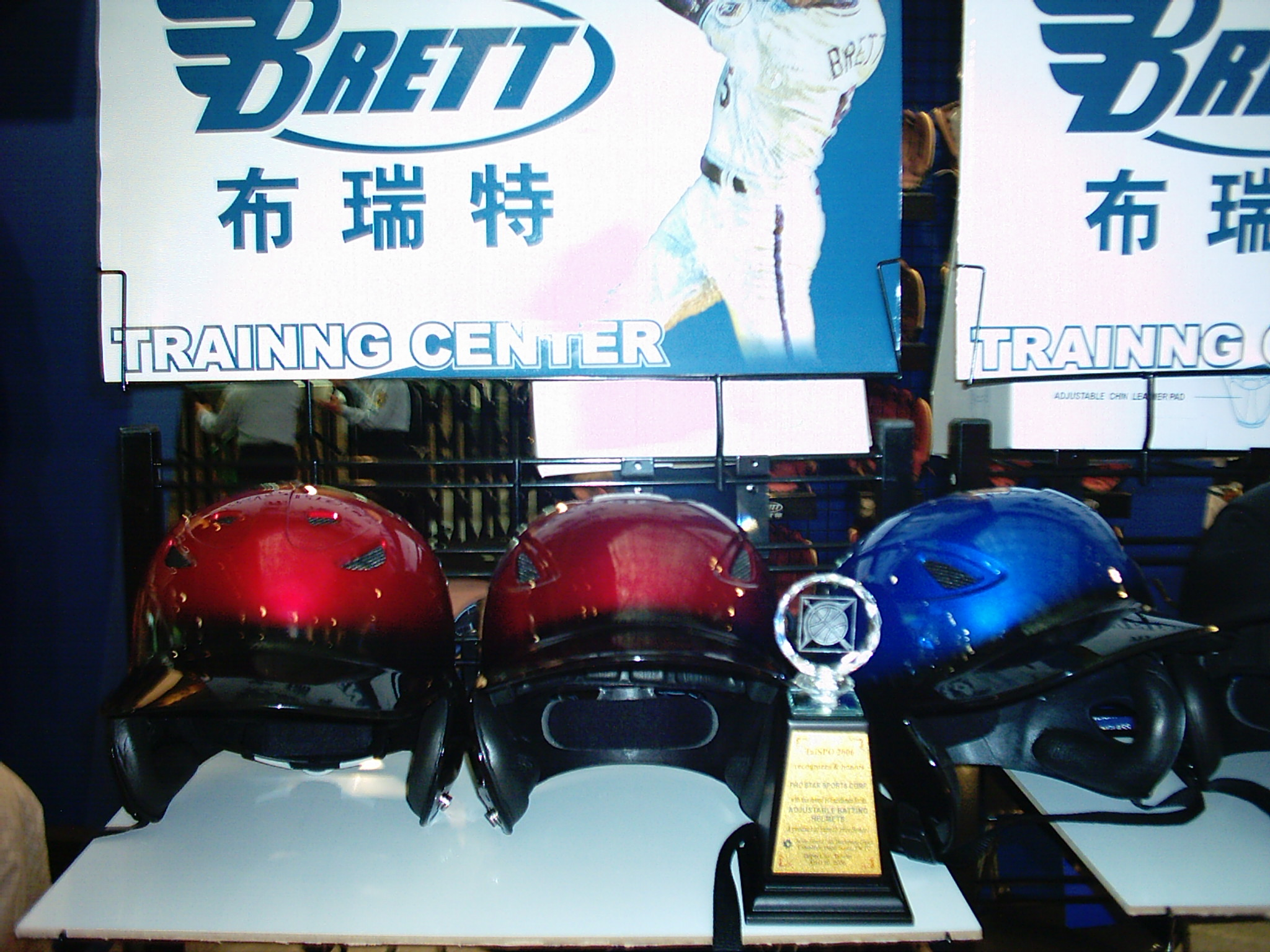
瑪林國際的布瑞特調整式打擊頭盔。

| 廠商名稱                 | 得獎作品                |
| 2005年                   | 2005年                  |
| ------------------------ | ----------------------- |
| 喬山健康科技股份有限公司 | 窈窕魔力球（VERSABALL） |
| 明躍國際有限公司         | MX-850商業用電動跑步機  |
| 力波企業有限公司         | 競速者腳踏車            |
| 政伸企業股份有限公司     | 金屬絲紋銘版            |
| 忠拿有限公司             | 多功能角度重力訓練機    |
| 2006年                   |                         |
| 喬山健康科技股份有限公司 | 計步電動跑步機          |
| 瑪林國際有限公司         | 調整式打擊頭盔          |
| 豐苗機械股份有限公司     | 音樂電動跑步機          |
| 優瀚企業股份有限公司     | 潛水面鏡                |
| 泓友健康科技股份有限公司 | 健身車                  |

### 創新產品展示（Inno-Product Gallery）
分為動態的「創新產品發表會」與靜態的「創新產品展示區」，最早是在2004年首度設立，後來於2005年與創新產品甄選一同舉辦。動態部分，則是在展覽前三天分別舉行20項不同產品的展示，並且會穿插不同的體育表演活動；靜態部分，則是在1F的展區與2F的展區，依照產品類型的差異，選出了20項以往沒有展出的產品，在不同的靜態展示區進行展示，而參觀者在參觀靜態展示區時，是不能任意拍照的。

### 商機與產業發展研討會
每年依照市場之情勢，貿協、台北市體育用品公會及台灣區體育用品公會都會舉辦相關的商機交換研討會，並且邀請各國體育相關公協會，來台介紹各國體育用品發展之情況，以利各國外銷產品之推展。

### 一對一採購洽談會
每年辦理100多場採購洽談會，媒合國內優秀廠商與國外買家，協助業者爭取海外市場商機。

## 歷年重要事記

### 「台灣體育用品展售會」時期
第一屆（1974年）
- 台北市體育用品公會在1974年4月5日於台北市公賣局舉辦的「第一屆台北市體育用品展覽會」，雖然並不是貿協舉辦之正式展覽，但卻是體育用品展覽史中，第一個最先舉辦之展覽[13]。
- 貿協為主辦單位，台灣區體育用品工業同業公會與台北市體育用品商業同業公會為協辦單位，在1974年5月12日─5月15日於圓山大飯店金龍廳舉辦當年第二個體育用品展，名稱為「台灣體育用品展售會」，而此項展覽，以外銷推廣為目的，正是台北國際體育用品展覽會的前身[14]。

本展主要承辦人是貿協產品推廣處專員林錦泉，其他展覽處等亦派眾多人員參與辦理。
本展共有39家外銷體育用品廠商參展，包括光男、河崎、環海、山野、偉士等。此次展覽貿協除提供場地及基本裝潢設備外，參展廠商完全免費。
第二屆（1975年）
3月19日─3月22日，即「台灣體育用品展售會」，將展覽地點轉移至台北市信義路營邊段，利用陸軍總部舊有營舍改装的貿協展覽交易館。當時有112家廠商參展，展品種類包含露營用具、撞球用品、水上運動用品、運動衣、武道用具、溜冰或曲棍球用品、運動袋及手套、釣具、羽毛球拍、網球拍、高爾夫用品、運動球、運動鞋等。
第三屆（1976年）
- 由於4月27日─5月1日在貿協展覽交易館的展示受到好評，因此，貿協決議在同年9月，前進日本東京，舉辦「台灣體育用品展示交易會」。
- 貿協於4月28日邀請義大利體育用品專業雜誌主編葛里歐納介紹歐洲地區體育用品之發展情況，並協助各國進行貿易與商機交換[16]。
- 當年展覽雖然有635位國際買主參觀，並且有兩百萬美元之外銷收益，但國內參展廠商普遍認為，體育產品工廠缺乏人力，發展有限，因此品質方面有加強之空間[17]。

第五屆（1978年）
- 為了配合「台灣體育用品展售會」的辦理，貿協在「台灣產品雜誌（Taiwan Products）」中，首度針對體育用品產業進行專題介紹，也開啟了「專題報導」的開始。並且，該雜誌在每月會針對重大展覽之不同，進行該項產業的專題報導[18]。

第六屆（1979年）
- 「台灣體育用品展售會」轉移至台北市敦化北路上的「外貿協會第一展覽交易館」進行展出，當時，外貿協會副秘書長王樹德就在該展覽之記者會中就針對國內參展廠商有以下之建言，藉以鼓勵廠商重視歐美地區的體育用品外銷市場[19]：

|  | - 美國跑步運動風氣很盛，其必需用品如跑步用鞋、運動襪、束髮用髮圈、護膝等銷售非常暢旺，值得業者大力推銷。 - 風浪板（Windsurfer）在歐美先進國家開始流行，此種運動揉合衝浪、滑水及划船等運動技巧，頗值得業者努力研究發展。 - 國內網球拍業者應致力於發展石墨纖維、玻璃纖維等高級網球拍，以取代低價品網球拍之市場。 - 滑雪用具如雪橇等市場龐大，此類產品尤費人工，業者應積極引進原料和技術，大事開拓外銷市場。 |

第七屆（1980年）
- 「台灣體育用品展售會」於當年3月24日再度轉移到台北松山機場的外貿協會展覽館展出，當年吸引170家廠商參展，攤位數為238個[20]。
- 同年5月12日，貿協為了拓展美國的體育外銷市場，在達拉斯世界貿易中心大廈一樓舉辦「台灣體育用品展示會」[21]。

第八屆（1981年）
- 5月21日，貿協在日本大阪舉辦台灣體育用品展，達成80萬美元的收益，並且，運動鞋、滑雪衣、滑雪手套、網球拍，都受到關西體育用品的廠商之重視[22]。

第十屆（1983年）

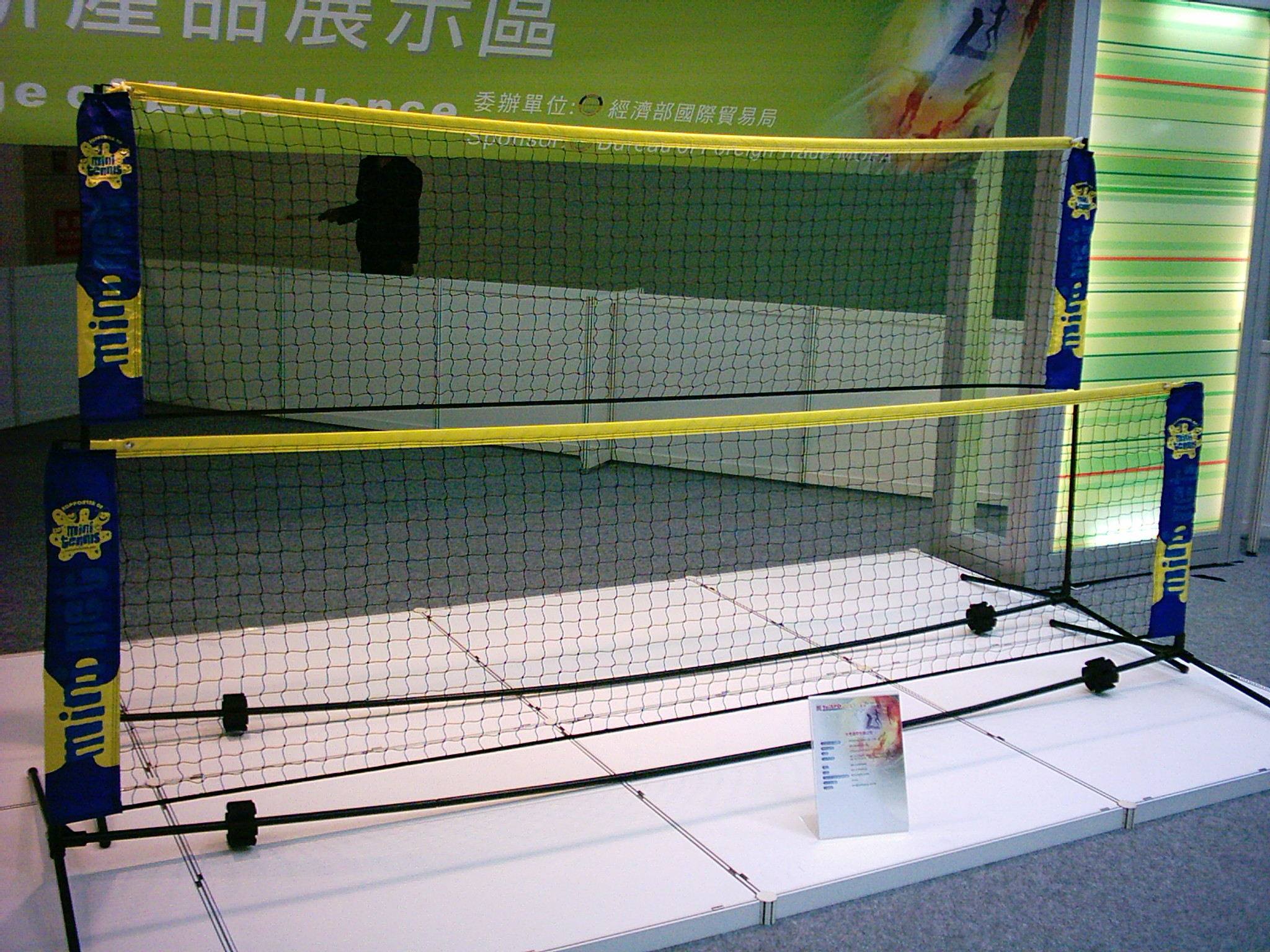
台灣製造的體育用品，日益受到重視與肯定

- 台北市體育用品公會理事長劉湘澤在展覽時指出，台灣外銷體育用品的成功，是因為各家知名運動品牌廠商指名「Made In Taiwan」[23]。
- 各家買主、廠商在展覽結束後認為，室內健身器材、高爾夫球推展金屬球桿、網球拍及羽球拍、登山露營產品，是未來發展之重要趨勢[24]。

第十一屆（1984年）
- 「台灣體育用品展售會」首度進行慶祝酒會，當時與會貴賓包含外貿協會董事長張光世、外貿協會副董事長武冠雄、中華台北奧林匹克委員會委員徐亨、台北市體育用品公會理事長劉湘澤、台北市體育用品公會常務理事高大任[25]。

第十二屆（1985年）
- 台北市體育用品商業同業公會與大韓運動具工業協同組合，締結姊妹公會，簽約代表分別為台灣的劉湘澤與韓國的朴正鎬[26]。

### 「台北國際體育用品展覽會」時期
第十三屆（1986年）

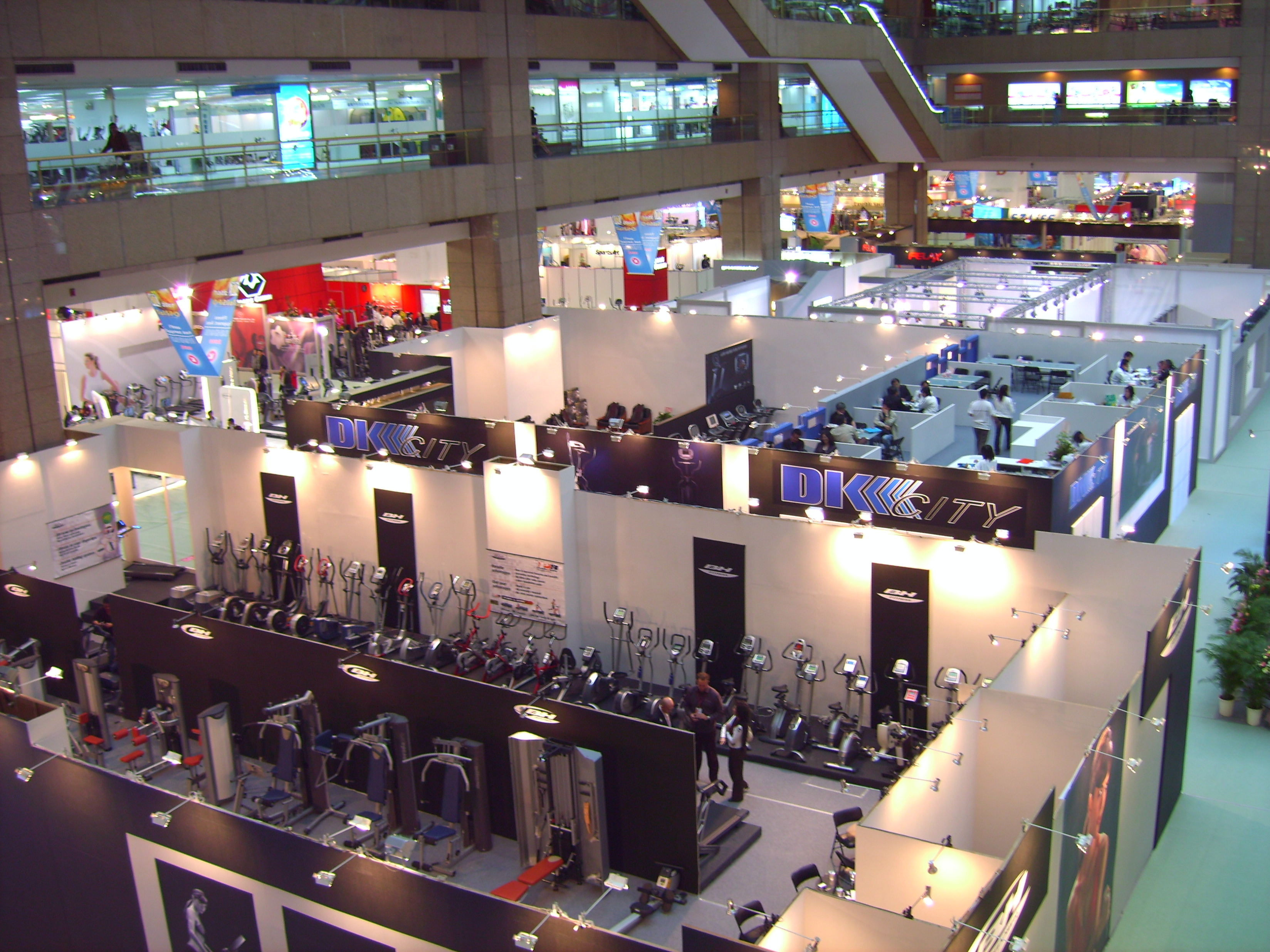
此展覽自1986年起，就固定於台北世界貿易中心展出。

- 由於貿協的台北世界貿易中心展覽大樓在1985年12月31日落成並啟用，因此，該項展覽也從原本歷史悠久的松山機場外貿協會展覽館，轉移至該展覽大樓，並於1986年4月22日─4月26日進行展出，而原先的名稱「台灣體育用品展售會」也正式走入歷史[27]。
- 主辦單位首度邀請貿易風公司（Trade Winds，後改名為「環訊亞太貿易公司」）與聯合報系旗下的中國經濟通訊社（China Economic News Service，簡稱CENS），聯合編印參展廠商名錄（Official Directory），提供給國內外參展廠商與國際買主作為貿易機會之參考資源[28]。

第十四屆（1987年）

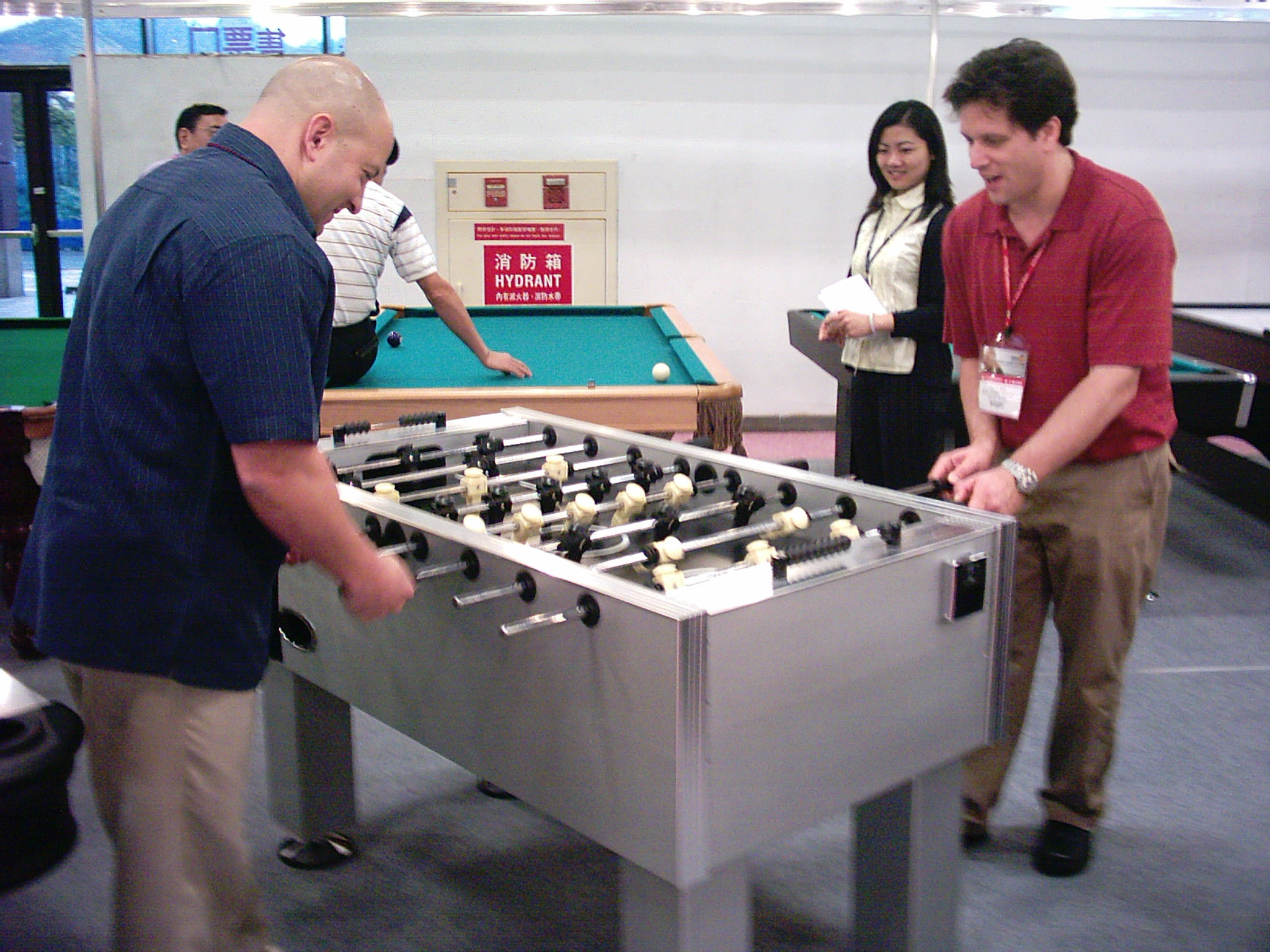
體育用品走向休閒化路線日益明顯，圖片中是歐洲地區流行的迷你小足球檯，通常在足球餐廳或遊樂場都可以見到。

- 該屆展覽中，以戶外與室內休閒健身產品受到各界買主之好評，並且，各廠商一致認為體育用品的發展，尚須考量到使用上的安全問題[29]。
- 台北市體育用品公會在自辦的「優良體育用品展」中，宣誓當年為「體育用品業行動年」[30]。

第十五屆（1988年）
- 該項展覽將自行車展區獨立，並另行舉辦台北國際自行車展覽會，因而使得當年的4月11日─4月15日，兩項展覽在同一檔期展出[31][32]。

第十七屆（1990年）
- 由於此展覽和廣州春季交易會的檔期相衝，因此第一日的參觀人數較少[33]。
- 台北市體育用品公會理事長陳俊田表示，台灣的體育用品每人平均消費額過低，是體育運動發展低迷的主因，也希望藉由職業運動的發展，來改善此一風氣[34]。
- 日本運動具新報社總編輯野口勝美在參觀展覽時，向媒體表示，日本消費者品牌意識強烈，台灣產品大多缺乏自有品牌，加上日本自有品牌如美津濃等根基深厚，外國品牌想在日本建立行銷通路，時間與財力都需要相當投入，否則難以成功[35]。
- 由於歐洲地區加強產品規格之檢驗，因此參展之國內廠商認為，政府應有配套措施，並且認為需要有一個專業檢驗機構，來加強產品的品質管理[36]。

第二十屆（1993年）
- 由於休閒產業興盛，加上鞋類產物需求之影響，因此台北國際體育用品展覽會首度與皮革製品展合併辦理[37]。
- 在當年之展覽中，由於自行車產業推展「三新運動」，因此展覽中的體育用品也持續地推陳出新，並且，台灣製造之溜冰鞋更受到國際買主之好評[38][39]。

第二十一屆（1994年）
- 因應休閒運動的發展，以家庭為導向之體育用品受到關注，並且產品設計更具人性化；另外，台灣專利產品也成為國際買主爭相洽詢之焦點[40][41][42]。

第二十三屆（1996年）
- 台灣參訪團參與慕尼黑體育用品展時，受到中共政治打壓，一度威脅德國要求封閉台灣館，當時的台灣參展團長張盛椿（臺灣體育用品工業同業公會會長）表示：「寧可閉館，也要護旗。」引發政治風波，進而波及到4月24日舉辦之台北國際體育用品展覽會，而且，中共也在中華民國總統首度直接民選時，以飛彈試射進行恐嚇之惡行，進而威脅台灣，再加上全球經濟衰退之問題未解，導致參觀之國外買主人數略為下滑[43][44][45]。
- 國際買主洽詢之體育用品中，以高爾夫球用具、健身器材、直排輪、溜冰鞋等受到好評，並且，體積小、容易收納、低價位、自創品牌，是台灣廠商認為發展成功之關鍵要點[46]。

第三十屆（2003年）
- 由於SARS疫情問題嚴重，貿協因此首度對於參展廠商從原本的「降低攤位租金」改成採取「退費」措施，是因為退展廠商過多所致，也使得貿協的部分展覽因為此風暴而在隨後停辦[47]。
- 因為SARS風暴，參觀之買主與參展廠商都被要求帶上口罩參觀展覽，而當年參觀之國際買主減少了70%以上[48][49]。
- 參展廠商LP運動護具（LP Support）首度將籃球架引進台北世界貿易中心展場，創下世貿展舉辦籃球比賽的首例[50]。
- 為了鼓勵各家體育用品業者研發體育用品，臺灣體育用品工業同業公會在展覽中，首度設立「台灣體育用品風雲獎（TSMA Award）」。

第三十一屆（2004年）

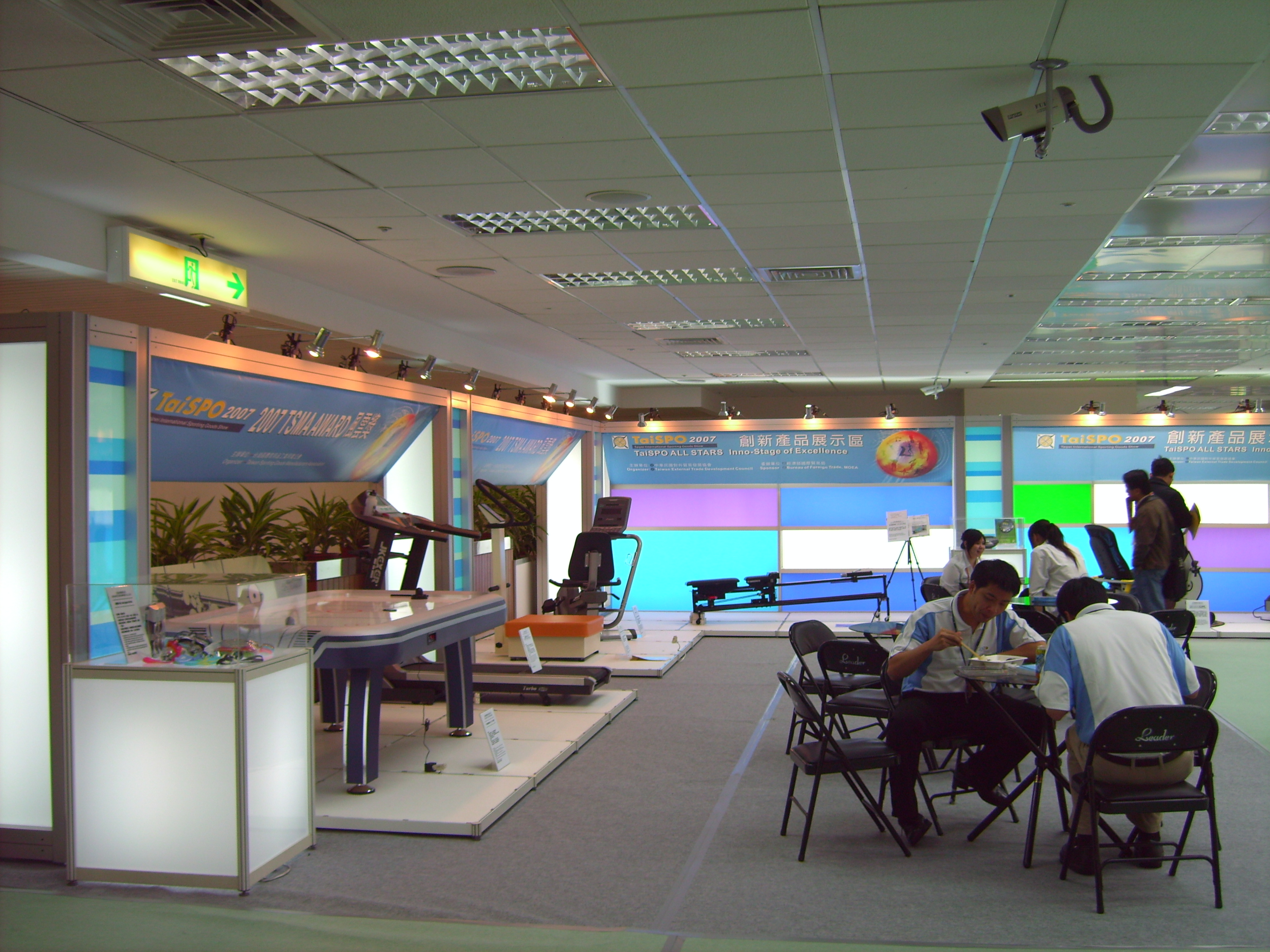
2004年就已經設立「創新產品展示區」，但隔年才設立「創新產品獎」。

- 貿協首度設立「創新產品展示區」，並且於一樓主舞台設置動態展示與新產品發表會，讓想要採購的國際買主可以實際操作，並依照意願決定採購與否，也因此讓本展覽走入科技化路線[51]。

第三十二屆（2005年）
- 為了提升體育新產品的可見度，貿協將創新產品活動部份擴大，另外新設置「創新產品獎」。

第三十三屆（2006年）
- 台北國際體育用品展覽會共300家廠商參展，使用1566個攤位，並吸引2012個國際買主與11019個國內同業人士參觀，是歷年（包含「台灣體育用品展售會」）之最，再加上各家廠商結合科技與新技術研發新產品，與台灣體育用品產業推展「三新運動」的情況下，台灣轉型成「亞洲運動用品採購中心」的日子日漸不遠[52]。

第三十四屆（2007年）
- 300家廠商利用1583個攤位，在台北世貿中心一樓與二樓進行展示，再度刷新展覽規模。
- 德國慕尼黑展覽公司董事長Manfred Wutzlhofer預計將來台參訪展覽，並與主辦單位進行交流。

第三十五屆（2008年）
- 檔期（3月13日起至16日）於南港展覽館舉辦「台北國際自行車展(Taipei Cycle)」。據主辦單位外貿協會表示表示今年共有將近300家國內外廠商使用近1600個攤位參展，開幕首日買主逾千人，成長率高達20.52%；

第三十六屆（2009年）
- 於2009年3月19日至22日於世貿一館舉行。

第三十七屆（2010年）
第三十八屆（2011年）
- 於2011年4月27日至30日於南港展覽館舉行。

第三十九屆（2012年）
- 於2012年3月6日至09日於世貿1、3館舉行。
- 展出家數359家,展出攤位數1,740 (含潛水及水上休閒用品展)
- 台北國際運動服飾、布料及配件展(SPOMODE)同期於世貿1館2F展出 (2012/03/06 - 2012/03/10)
- 自行車展(Taipei Cycle)同期於南港館展出 (2012/03/07 - 2012/03/10)

2023年
- 2023年3月22日至25日在台北南港展覽2館舉行。
- 除了往年展覽中所呈現多元的家用及商用運動器材領域之外，再新增健康及運動時尚、全齡體適能、數位科技運動三大新展區。[53]

2024年
- 2024年3月6日至9日在台北南港展覽2館舉行。
- TaiSPO 2024年設置運動科技-創新及新創區Sport-Bilities，於展覽期間呈現最新運動科技應用及新創發展項目涵蓋穿戴式裝置、高速攝影、AR/VR體驗及數據分析應用等。[54]

2025年
- 2025年3月26日至29日在台北南港展覽館2館舉行。
- TaiSPO 2025將展示最先進的商用健身器材和家用健身解決方案，無論是24小時健身房的多功能設備，還是居家健身的全方位訓練器材，皆能滿足不同族群的需求。[55]

## 相關項目
- 台北國際自行車展覽會
- 台北國際專業展
- 台北市優良體育用品展
- 台灣運動暨休閒產業展覽會